# Can Colomer dels Escarabats
Can Colomer dels Escarabats és un edifici o masia situada al terme municipal de Sant Climent de Llobregat, al Baix Llobregat.
Aquesta masia, que està situada a la riba de la Riera de les Comes, té un origen medieval. Al costat de la masia es trobava l'anomenada "Mina de can Colomer dels Escarabats", que donava aigua a la masia des del torrent que té a ponent amb una petita canalització. Aquesta mina té actualment uns 20 metres de llargada.